# Claire Alexander
Claire Arthur Alexander (* 16. Juni 1945 in Collingwood, Ontario) ist ein ehemaliger kanadischer Eishockeyspieler und -trainer, der im Verlauf seiner aktiven Karriere zwischen 1965 und 1982 unter anderem 171 Spiele für die Toronto Maple Leafs und Vancouver Canucks in der National Hockey League (NHL) sowie 54 weitere für die Edmonton Oilers in der World Hockey Association (WHA) auf der Position des Verteidigers bestritten hat. Zudem war Alexander zwei Spielzeiten für den VfL Bad Nauheim in der Eishockey-Bundesliga aktiv.

## Karriere
Claire Alexander begann seine Karriere als Eishockeyspieler bei den Kitchener Rangers im Juniorenbereich der Ontario Hockey Association (OHA-Jr.), für die er in der Saison 1965/66 aktiv war. Die folgende Spielzeit verbrachte er in der Eastern Hockey League (EHL) bei den Knoxville Knights und Johnstown Jets. Nach je zwei Jahren im Seniorenbereich der OHA bei den Collingwood Kings und Orillia Terriers, spielte der Kanadier gegen Ende der Saison 1972/73 erstmals in der Central Hockey League (CHL) für die Tulsa Oilers, nachdem er einen Probevertrag über fünf Spiele erhielt. Hierfür gab er seinen Beruf als Milchmann auf, erhielt aber hierfür den Spitznamen „The Milkman“.
Im Anschluss daran wurde Alexander von den Toronto Maple Leafs aus der National Hockey League (NHL) unter Vertrag genommen und spielte zunächst in der Saison 1973/74 für deren Farmteam Oklahoma City Blazers aus der CHL. In seiner zweiten Spielzeit in Oklahoma wurde er in den Kader der Maple Leafs berufen und spielte erstmals in seiner Karriere in der NHL. Für die Saison 1977/78 kehrte er zunächst in die CHL zu den Tulsa Oilers zurück, ehe er im Januar 1978 einen Vertrag als Free Agent von den Vancouver Canucks erhielt.
Nach einer Saison bei den Edmonton Oilers, die damals noch in der World Hockey Association (WHA) spielten und den Dallas Black Hawks aus der CHL (1978/79), beendete Alexander seine Karriere in Europa, wo er zwei Jahre lang für den VfL Bad Nauheim in der Eishockey-Bundesliga und ein Jahr für den Zürcher SC in der Schweizer Nationalliga B (NLB) spielte.
Im Jahr 1984 holten ihn die Maple Leafs als Trainer ihres Farmteams – den St. Catharines Saints aus der American Hockey League (AHL)  – zurück in ihre Organisation. Am 4. November 1985 übernahm er auf Wunsch von Cheftrainer Dan Maloney die Position des Assistenztrainers bei den Maple Leafs von John Brophy, der dafür das Team in St. Catharines übernahm.

## Erfolge und Auszeichnungen
| - 1973 Allan-Cup-Gewinn mit den Orillia Terriers - 1974 CHL Most Valuable Defenseman Award - 1974 CHL Rookie of the Year | - 1974 CHL First All-Star Team - 1978 CHL Second All-Star Team |

## Karrierestatistik
(Legende zur Spielerstatistik: Sp oder GP = absolvierte Spiele; T oder G = erzielte Tore; V oder A = erzielte Assists; Pkt oder Pts = erzielte Scorerpunkte; SM oder PIM = erhaltene Strafminuten; +/− = Plus/Minus-Bilanz; PP = erzielte Überzahltore; SH = erzielte Unterzahltore; GW = erzielte Siegtore; 1 Play-downs/Relegation; Kursiv: Statistik nicht vollständig)